# 서동철 (농구인)
서동철 (1968년 11월 7일 ~ )은 대한민국의 농구 선수 출신 농구 지도자이다. 현재 대한민국 농구대표팀의 코치다.

## 출신 학교
- 송도고등학교
- 고려대학교

## 선수 시절
인천시에서 태어났으며 송도고등학교를 졸업하고 고려대학교에 진학했다. 이후 실업팀인 삼성전자에서 1991년에 입단해서 프로농구가 출범했던 수원 삼성 썬더스에서 1997년에 은퇴했다. 당시 가드 겸 슈터를 보았으며 동세대 현역 시절 후배로 문경은과 김승기와 함께 뛰었다.

## 지도자 시절
은퇴 이후 1997년부터 2002년까지 삼성생명 비추미 코치를 시작으로 2003년에는 은사였던 추일승 감독의 후임으로 상무 농구단 코치 겸 감독을 맡게된다. 이후 실업 삼성전자 시절 대선배였던 안준호 감독과 친정인 서울 삼성 썬더스의 수석코치를 맡게 되었다. 2011-2012 시즌에는 상무 시절 은사였던 추일승 감독의 부름을 받고 고양 오리온스의 수석코치를 맡게 되었다. 그러던 중 2013년 2월에 여농팀인 청주 KB 스타즈의 감독을 맡게 된다. 2012-2013 WKBL 플레이오프에서 호된 신고식을 치른 이후 2014-2015 시즌 팀의 챔피언결정전 준우승을 이끌었다. 하지만, 건강문제로 인해 2015-2016 시즌을 끝으로 자진사퇴를 했다. 이후 2017년에는 대한민국 여자농구대표팀 감독을 맡았다. 1년뒤 고려대학교 감독을 잠시 거친 뒤 부산 KT 소닉붐의 감독을 맡게 된다. 당시 양궁농구라는 컨셉을 통해 3년간 팀의 리빌딩에 가능성을 보이면서 재계약에 성공했다. 현재 연고이전한 수원 KT 소닉붐의 감독을 맡았다. 2018-2019 시즌 팀의 플레이오프 진출을 시작으로 3년 연속 6위로 선전했으며 2021-2022 시즌 정규리그 2위로 가능성을 보였다. 하지만, KBL 챔피언이 없는 kt에서 2022-2023 시즌 성적부진으로 인한 계약만료로 팀을 떠나게 되었다. 이후 삼성 썬더스 수석코치 시절 은사였던 안준호 감독과 함께 대한민국 농구대표팀을 보좌하는 코치로 활동중이다.